# Історія (оповідання)
«Історія» (англ. History) — науково-фантастичне оповідання американського письменника Айзека Азімова, вперше опубліковане у березні 1941 року журналом Super Science Stories. Увійшло до збірки «Ранній Азімов» (1972).

## Сюжет
Історія про марсіанського вченого Уллена, який вивчає історію Землі. Його колишній студент Джон Брюстер приєднується до сил Внутрішньої Оборони у раптовій війні між Землею та Венерою. Нечисленні марсіани не беруть участі у війні. Уллен взагалі вважає війну безглуздям. Перечікуючи авіаційний удар у сховищі цивільної оборони, Уллен згадує про давню марсіанську зброю «скелінбек» (англ. skellingbeg). Під час наступного повернення Брюстера у відпустку, він розповідає про неї. Брюстер відвозить Уллена у Вашингтон до фізика Торнінга, який розпитує професора про зброю. Історик Уллен знає лишень, що вона перетворює залізо, нікель та кобальт на порох. Крім пам'яті Уллена, більше немає ніяких згадок про цю зброю.
Коли військові справи Землі погіршуються, Брюстер звинувачує Уллена в намірі виторгувати грошову нагороду за свої знання. Ображений Уллен відмовляється надалі спілкуватись на цю тему. Коли Торнінг погрожує знищити історичний твір Уллена, той здається і починає розказувати всі малозв'язні факти про цю зброю. Помічник Торнінга здогадується, що йдеться про щось подібне до зброї, яку їхня команда розробляє тепер. Підказки зі спогадів Уллена допомагають землянам створити цю зброю і виграти війну.
Вдячний уряд Землі називає військовий музей іменем Уллена, чим викликає його невдоволення.